# Cheilymenia
Cheilymenia es un género de hongos de la familia Pyronemataceae. El género posee una amplia distribución, especialmente en regiones templadas, y contiene 66 especies, muchas de ellas de apariencia y hábitat muy similares y solo distinguibles por sus características microscópicas.

## Especies
Algunas especies son:
- Cheilymenia fimicola
- Cheilymenia granulata
- Cheilymenia stercorea